# Universidad Federal de São Paulo
La Universidad Federal de São Paulo (UNIFESP) es una universidad pública brasileña de educación superior ubicada en el estado de São Paulo, siendo una de las tres universidades federales del estado, junto con la Universidad Federal de São Carlos (UFSCar) y la Universidad Federal de ABC (UFABC). Conformada por siete campus distribuidos por todo el estado, los cuales se encuentran en las ciudades de Diadema, Guarulhos, Osasco, Santos, São José dos Campos y São Paulo (con dos campus).
En 2024, la Unifesp fue elegida por Times Higher Education como la undécima mejor universidad de América Latina, siendo la octava mejor universidad de Brasil. El Ranking Universitario Folha de S. Paulo (RUF), edición 2024, nombró a la Unifesp como la décima mejor institución de educación superior de Brasil. Es reconocida por el Ministerio de Educación como una de las mejores instituciones de educación superior del país, con la puntuación más alta en el Índice General de Cursos de 2022.

## Historia
La Escuela Paulista de Medicina, que dio origen a la universidad, se fundó en 1933 como facultad de medicina privada en Vila Clementino. En 1938, se inauguró la Escuela Paulista de Enfermería en el mismo barrio, y en 1940, el Hospital São Paulo, que aún funciona como hospital docente para los estudiantes graduados del campus São Paulo. Con el paso de los años, la institución se financió con recursos privados y subsidios gubernamentales, hasta su federalización en 1956.
Fue recién en 1994 que se fundó la Universidad Federal de São Paulo (Unifesp), una institución de educación superior especializada en ciencias de la salud. Como parte del Plan de Reestructuración y Expansión de las Universidades Federales (Reuni), la Unifesp se expandió hacia nuevos centros de educación superior en las ciudades de Santos, Diadema, Guarulhos, São José dos Campos y Osasco, con la expansión de los cursos ofrecidos a otras áreas del conocimiento. Actualmente, la Unifesp ofrece 57 cursos de pregrado y 71 cursos de posgrado.

## Campus
Actualmente la UNIFESP tiene seis campus ubicados en el estado de São Paulo: 

### São Paulo

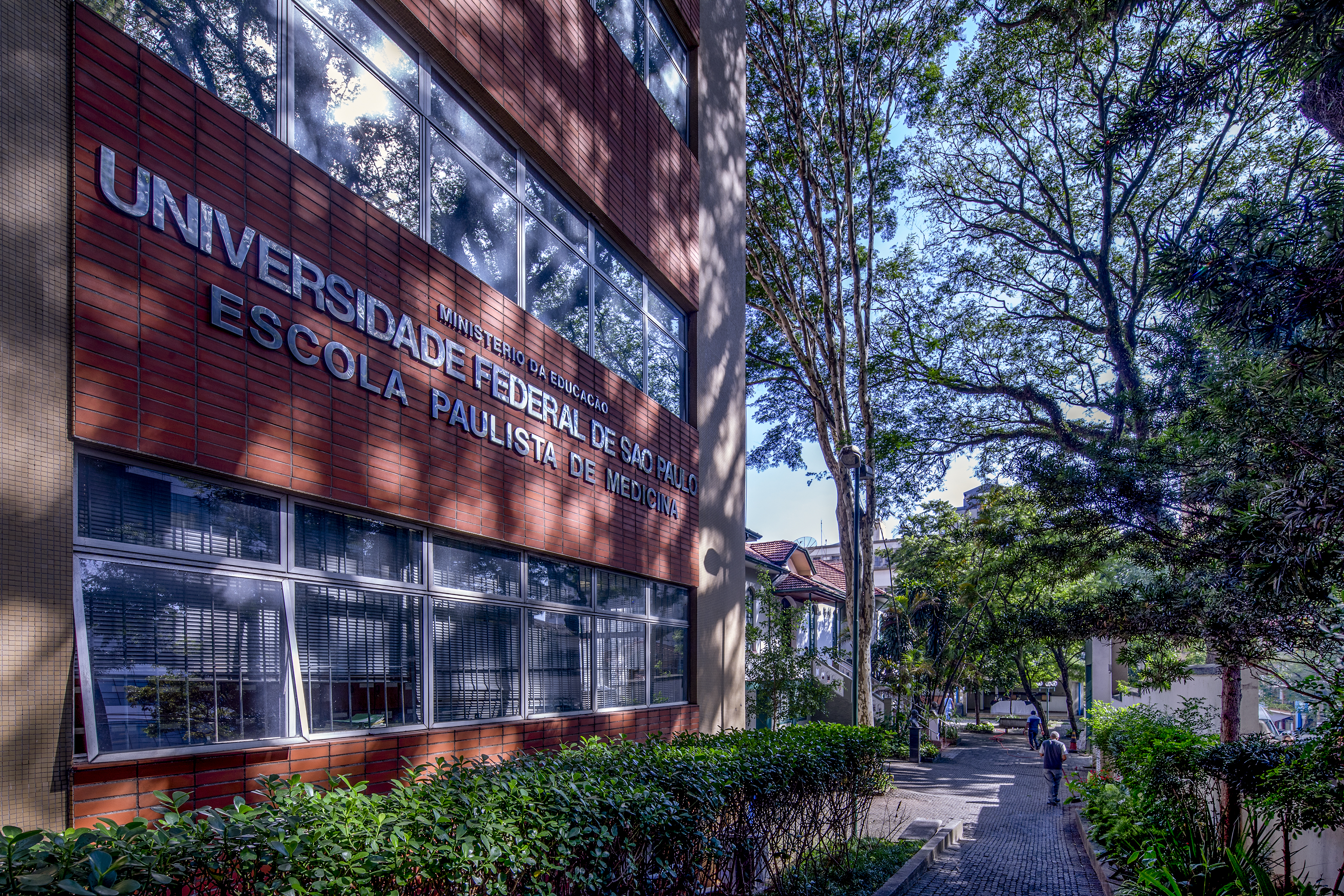
Campus São Paulo

El campus São Paulo fue creado como tal, con su Dirección Académica y las direcciones de las dos escuelas que lo componen, a partir de la promulgación del Estatuto de la Unifesp en 2011. El campus consta de dos unidades académicas: la Escuela Paulista de Medicina (EPM), que ofrece las carreras de Medicina, Biomedicina, Fonoaudiología y Tecnología Oftálmica en Salud, Radiología y Oftalmología, y la Escuela Paulista de Enfermería (EPE), que imparte la carrera de Enfermería.

### Bajada Santista

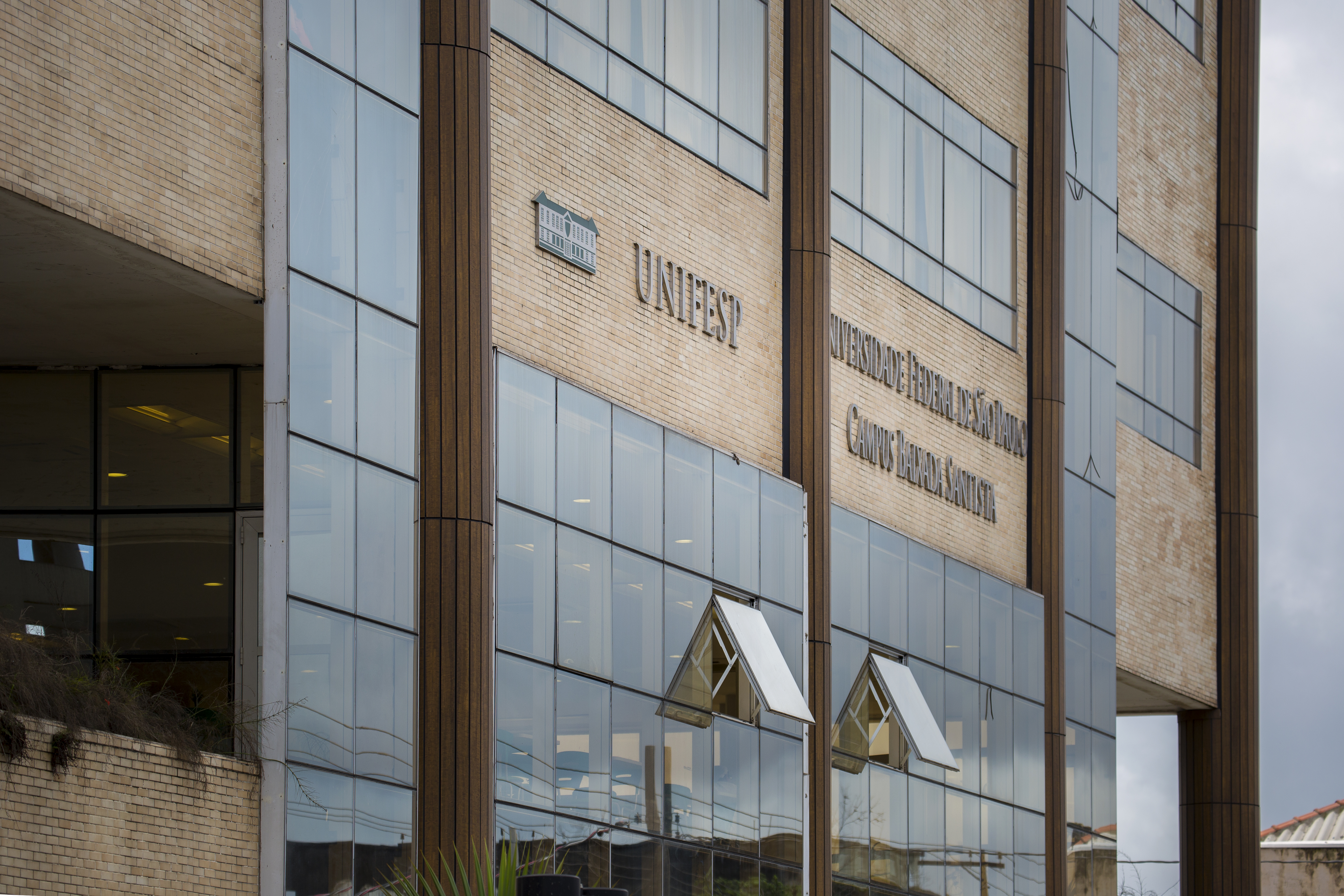
Campus Bajada Santista

El proceso de expansión de la Unifesp comenzó con el campus de la Baixada Santista, en la ciudad de Santos. En septiembre de 2004 se implementaron los cursos de Educación y Comunicación en Salud y Gestión Sanitaria. En octubre de 2005, el ministro de Educación firmó la creación del campus y, en diciembre del mismo año, se celebraron los primeros exámenes de admisión para las cinco primeras carreras de grado: Educación Física, Fisioterapia, Nutrición, Psicología, Terapia Ocupacional. En 2009, se inauguró una nueva carrera en el campus: Servicio Social.
El campus alberga actualmente dos unidades académicas: el Instituto de Salud y Sociedad (ISS), que ofrece cursos de Educación Física, Fisioterapia, licenciatura Intercultural Indígena, Nutrición, Psicología, Servicio Social y Terapia Ocupacional, y el Instituto del Mar (IMar), que ofrece cursos de Ingeniería Ambiental, Ingeniería de Petróleo, Interdisciplinariedad en Ciencia y Tecnología Marinas y Oceanografía.

### Diadema

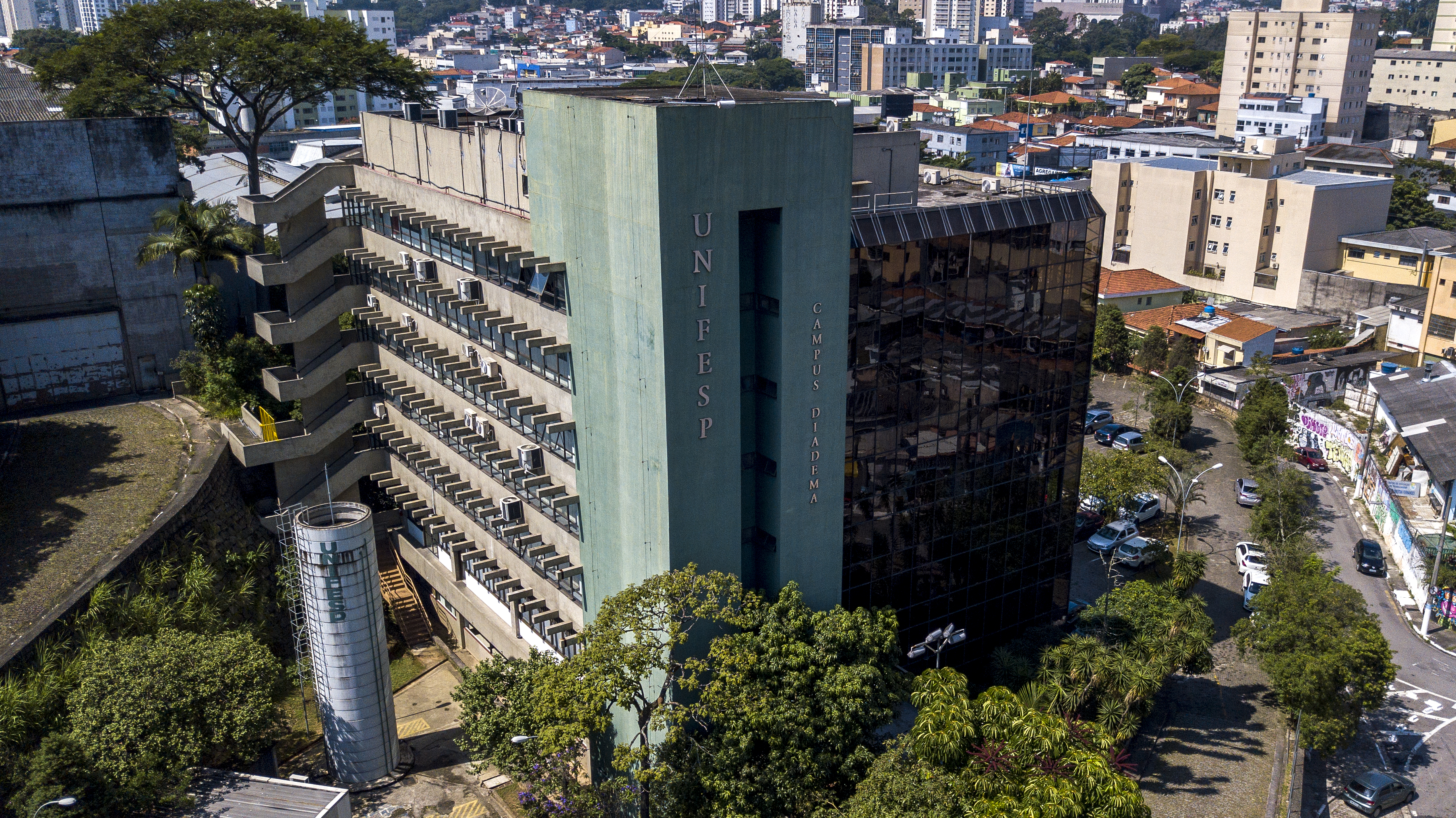
Campus Diadema

El campus Diadema se fundó en 2007 en una región con alta densidad industrial. El Instituto de Ciencias Ambientales, Químicas y Farmacéuticas (ICAQF), fue inaugurado en 2007 y ofrece siete carreras de grado: Ciencias Ambientales, Ciencias Biológicas, Ingeniería Química, Farmacia, licenciatura en Ciencias, Química y Química Industrial. A nivel de posgrado, existen once programas de posgrado en funcionamiento: Biología Química, Química: Ciencia y Tecnología de la Sostenibilidad, Ecología y Evolución, Biotecnología, Ciencia e Ingeniería de Materiales, Farmacia, Física, Ingeniería Química, Enseñanza de Ciencias y Matemáticas, Profesional en Matemáticas y Análisis Ambiental Integrado. También se desarrollan diversas actividades de extensión universitaria, principalmente en las áreas de educación y salud.
El campus se divide en dos unidades: la Unidad José Alencar, en Jardim Pitangueiras, en el centro de la ciudad, y la Unidad José de Filippi, en Villa Ellas, en la región de Eldorado, cerca del embalse Billings, en una zona de protección y recuperación de fuentes de agua. La ocupación del sitio de Morungaba –un terreno de aproximadamente 20 000 m² , ubicado a orillas de la presa y que también pertenece a la Unifesp– aún no se ha producido, ya que el diseño final de los edificios y la licencia ambiental aún están en curso.

### Guarulhos

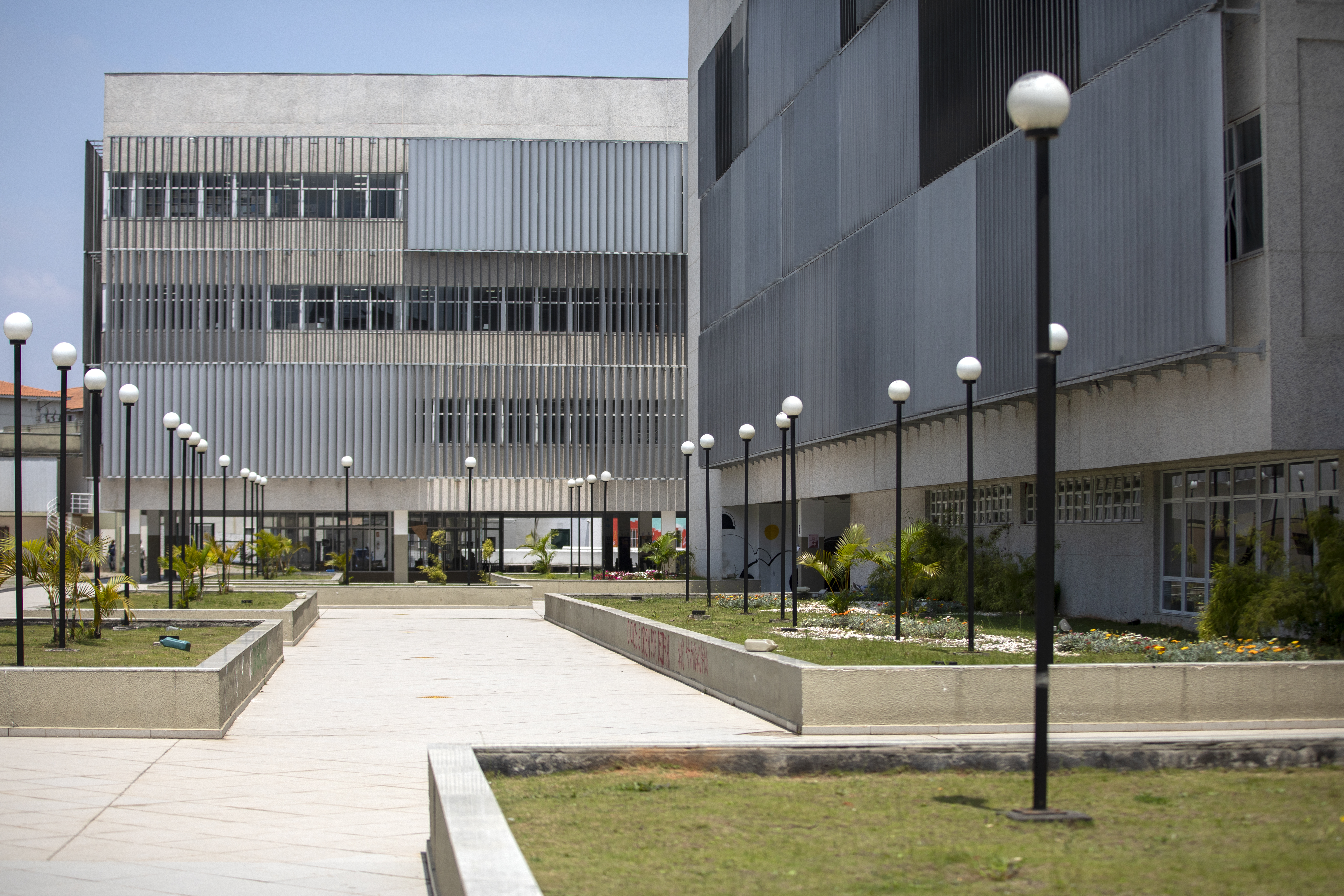
Facultad de Filosofía, Letras y Ciencias Humanas (EFLCH), campus Guarulhos

En 2005 la Unifesp, hasta entonces una universidad del sector de la salud, decidió ampliar sus áreas de conocimiento y establecerse en nuevos territorios. Fue en este contexto que se empezó a concebir el campus de Guarulhos. En 2006, un grupo de asesores de otras universidades y profesores del área de humanidades de la Unifesp definieron el proyecto pedagógico para los cuatro primeros cursos, que se impartieron al año siguiente: Ciencias Sociales, Filosofía, Historia y Pedagogía. En asociación con la alcaldía municipal, el Campus Guarulhos fue inaugurado en marzo de 2007. A partir de 2009, el campus recibió las nuevas carreras de Historia del Arte y Letras, que tuvieron su primera oferta de vacantes en 2010.

### São José dos Campos

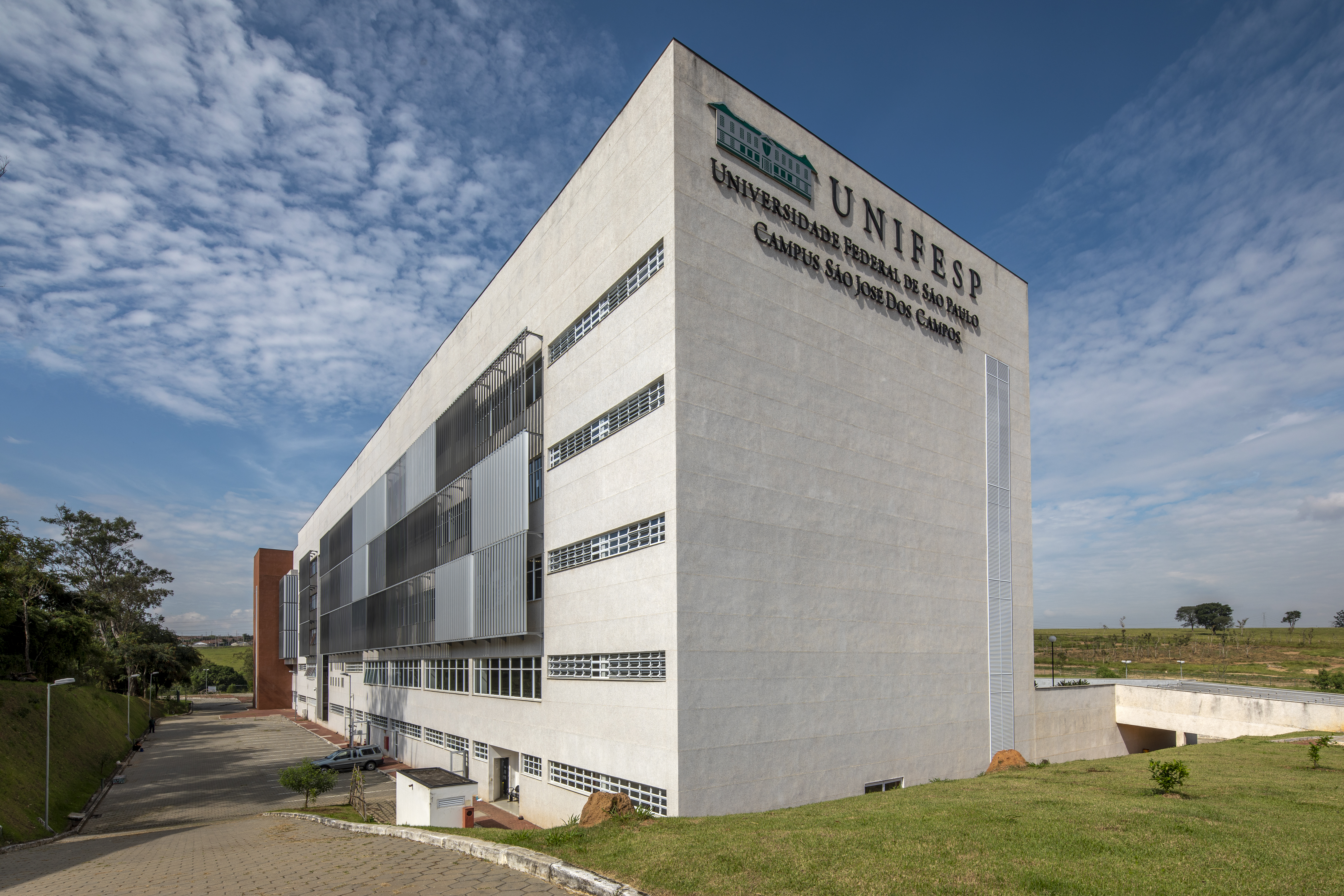
Instituto de Ciencia y Tecnología (ICT), Campus São José dos Campos

Ubicado en São José dos Campos, en la región del valle del Paraíba. En 2007, el Instituto de Ciencia y Tecnología (ICT) inició sus actividades con la carrera de Ciencias de la Computación. Posteriormente, en 2009, se creó la carrera de Matemática Computacional. En 2011, se introdujo la licenciatura en Ciencia y Tecnología, que da acceso a los bachilleratos en Biotecnología, Ciencia de la Computación y Matemática Computacional y a las Ingenierías Biomédica, de Computación y de Materiales.
En 2014, el ICT trasladó su sede permanente del campus a un edificio construido en una zona cercana al Parque Tecnológico São José dos Campos, donde comenzaron a funcionar los programas de grado. Las antiguas instalaciones de la rua Talim, a su vez, se reservaron para actividades de posgrado.

### Osasco
El campus Osasco, compuesto básicamente por la Escuela Paulista de Política, Economía y Negocios (EPPEN), fue inaugurado en 2011, en un edificio provisional cedido por la Fundação Instituto Tecnológico de Osasco (FAC-FITO) y por el ayuntamiento municipal. Acoge a la EPPEN, donde se enseñan las carreras de Administración, Ciencias Contables, Ciencias Económicas y Relaciones Internacionales. Recibió a partir de 2013 el curso de Ciencias Actuariales.

### Zona Este
En una sesión celebrada el 17 de diciembre de 2014, el Consejo Universitario aprobó por unanimidad el nuevo campus Zona Este. El 18 de diciembre, la entonces rectora, Soraya Smaili, viajó a Brasilia y firmó el acuerdo aprobado por el Consejo Universitario, inaugurando oficialmente el campus. Actualmente, el Instituto de las Ciudades (IC) ofrece la carrera de Geografía.

## Áreas académicas

### Pregrado
| Área                | Programas académicos |
| ------------------- | --- |
| Ciencias Biológicas | - Biomedicina en Vila Clementino - Biotecnología en São José dos Campos - Ciencias Ambientales en Diadema - Ciencias Biológicas en Diadema - Educación Física en Santos - Enfermería en Vila Clementino - Farmacia en Diadema - Fisioterapia en Santos - Fonoaudiología en Vila Clementino - Informática Biomédica en Vila Clementino - Medicina en Vila Clementino - Nutrición en Santos - Oceanografía en Santos - Oftálmica en Vila Clementino - Psicología en Santos - Radiología en Vila Clementino - Terapia Ocupacional en Santos |
| Ciencias Exactas    | - Ciencia y Tecnología en São José dos Campos. - Ciencia de la Computación en São José dos Campos - Ingeniería Química en Diadema - Ingeniería Biomédica en São José dos Campos. - Ingeniería de Materiales en São José dos Campos. - Ingeniería de Computación en São José dos Campos - Ciencias Naturales en Diadema - Matemática Computacional en São José dos Campos - Química en Diadema - Química Industrial en Diadema - Ciencias Actuariales en Osasco                                                                           |
| Ciencias Humanas    | - Administración en Osasco - Ciencias Contables en Osasco - Ciencias Económicas en Osasco - Ciencias Sociales en Guarulhos - Filosofía en Guarulhos - Historia en Guarulhos - Historia del Arte en Guarulhos - Letras: Portugués, Portugués/Español, Portugués/Francés y Portugués/Inglés en Guarulhos - Relaciones Internacionales en Osasco - Servicio Social en Santos - Pedagogía en Guarulhos |